# Ereñozu
Ereñozu (en euskera: Ereñotzu) es una localidad perteneciente al municipio de Hernani, en Guipúzcoa, comunidad autónoma del País Vasco, España. En 2018 contaba con 453 habitantes.